# 藤村寛太

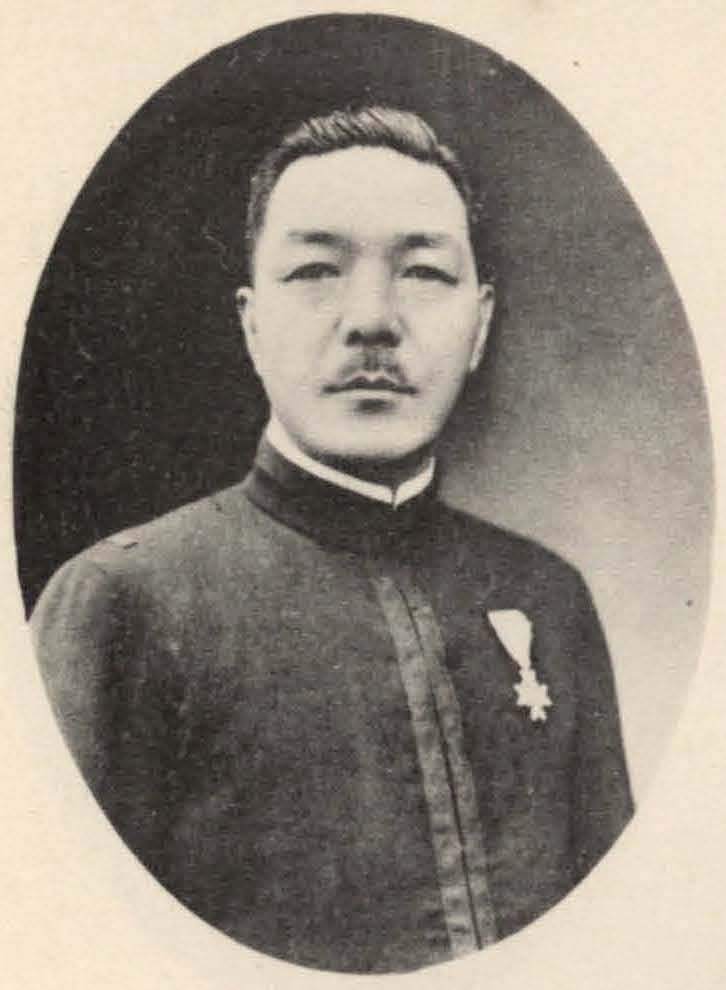
藤村寛太

藤村 寛太（ふじむら かんた、1892年〈明治25年〉12月13日 - 没年不詳）は、台湾総督府官僚、陸軍司政長官。花蓮港庁長、台北市長、新竹州知事。

## 経歴
福岡県出身。1912年（明治45年）に福岡県師範学校を、1916年（大正5年）に東京高等師範学校を卒業した。秋田県師範学校教諭、秋田県視学官、荏原郡立高等女学校教諭を歴任。1922年（大正11年）に高等試験に合格し、警視庁警視・本所向島警察署長、鹿児島県地方課長を経て、1931年（昭和6年）より台湾総督府警務局警務課長、台南州警察部長、新竹州内務部長、花蓮港庁長、内務局地方課長、興亜院厦門連絡部勤務、台北市長、新竹州知事を歴任した。
1943年（昭和18年）、陸軍司政長官となり、第16軍軍政監部付（ジャワ島）として、敵産管理部長、チレボン州長官を務めた。
戦後は、九州観光バスを設立し、常務を経て専務取締役を歴任した。